# План Моррисона — Грейди
План Моррисона — Грейди по разделу Палестины — план раздела Палестины, разработанный комиссией, состоявшей из британских и американских представителей под руководством Герберта Моррисона с британской стороны и Генри Грейди с американской.
Согласно этому плану, страна должна была быть разделена на четыре провинции: арабскую, включавшую около 40 % территории (включая север Негева), еврейскую (около 17 %) и две британские — Иерусалимский округ и Негев (около 43 %). Центральная власть по этому плану сосредоточивалась в руках британского верховного комиссара, при котором действовал бы исполнительный комитет, состоящий из делегатов еврейской и арабской провинций. Контроль над иммиграцией в страну должен был осуществлять верховный комиссар. В будущем эти провинции могли образовать единое федеральное государство или независимые государства.
Это предложение было представлено на рассмотрение ООН в июле 1946 года, однако было отклонено как арабской, так и еврейской сторонами.